# Laxå
Laxå ist ein Ort (tätort) in der Provinz Örebro län sowie der historischen Provinz Närke. Die Stadt ist zugleich Hauptort der gleichnamigen Gemeinde.

## Geschichte
Laxå ist ein alter Eisenbahn- und Industrieort. Die Västra stambana wurde 1862 eröffnet, so dass Laxå mit der Eröffnung der Nordvästra stambana vier Jahre später zu einem Eisenbahnknoten wurde. Mit dem Bau der Umgehungsstrecke 1962 nördlich von Laxå nahm die Bedeutung als Eisenbahnknoten allerdings immer weiter ab. Heute führt die Europastraße 20 am Ort vorbei.

## Heilquelle Porla brunn
In der Nähe des Ortes liegt die Heilquelle Porla brunn, die eisenhaltiges Wasser enthält. Zwischen 1724 und 1939 wurde sie zu Brunnenkuren genutzt, so u. a. von Selma Lagerlöf, doch seit den 1920ern ist das Wasser auch als Abfüllung in Flaschen als Porlavatten erhältlich.

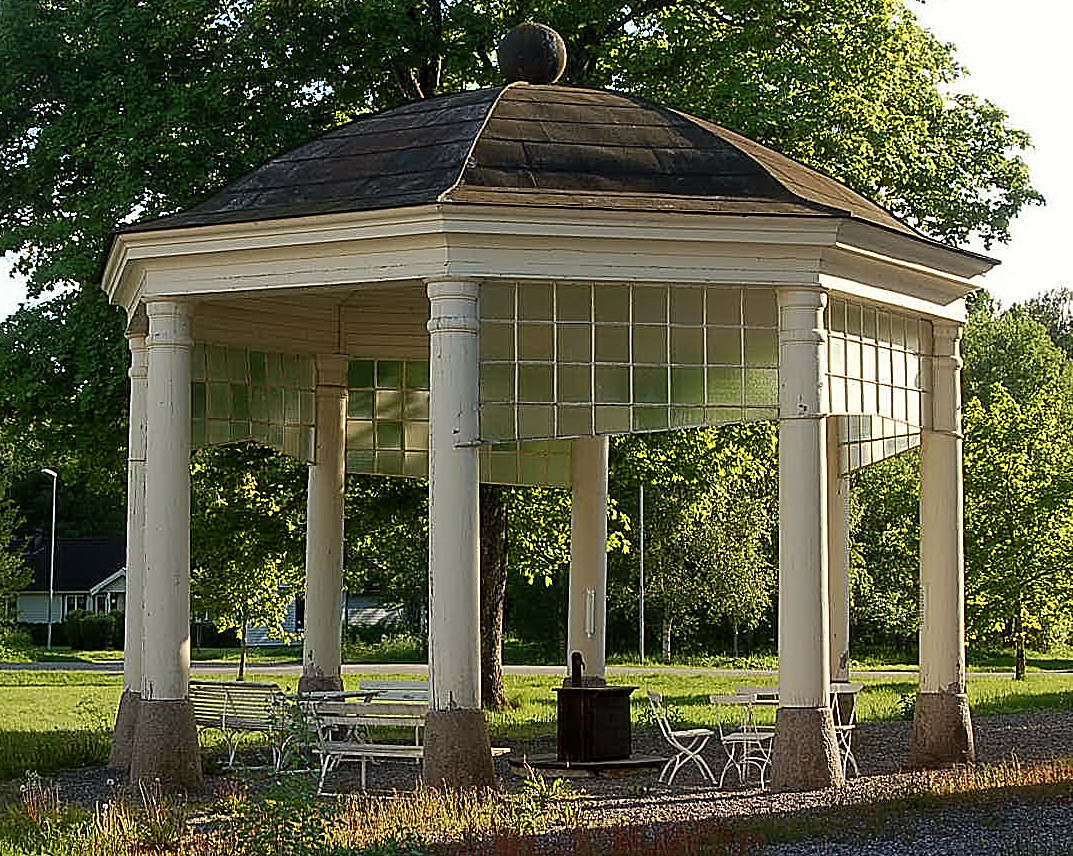
Pavillon an der Heilquelle Porla brunn

1997 eröffnete die Berliner Transvestitin Charlotte von Mahlsdorf nach ihrer Emigration infolge eines neonazistischen Angriffs auf ihr Berliner Gründerzeitmuseum im Gutshaus Mahlsdorf das Sekelskiftetmuseet (Jahrhundertwendemuseum) in der von ihr erworbenen Gründerzeitvilla Villa Hamilton. Nach ihrem Tod 2002 weigerte sich die schwedische Regierung, das Haus zu übernehmen und versteigerte es. Die Sammlung ging zurück nach Deutschland, wo sie seit 2011 wieder in Mahlsdorf zu sehen ist.